# Cristianismo no Líbano

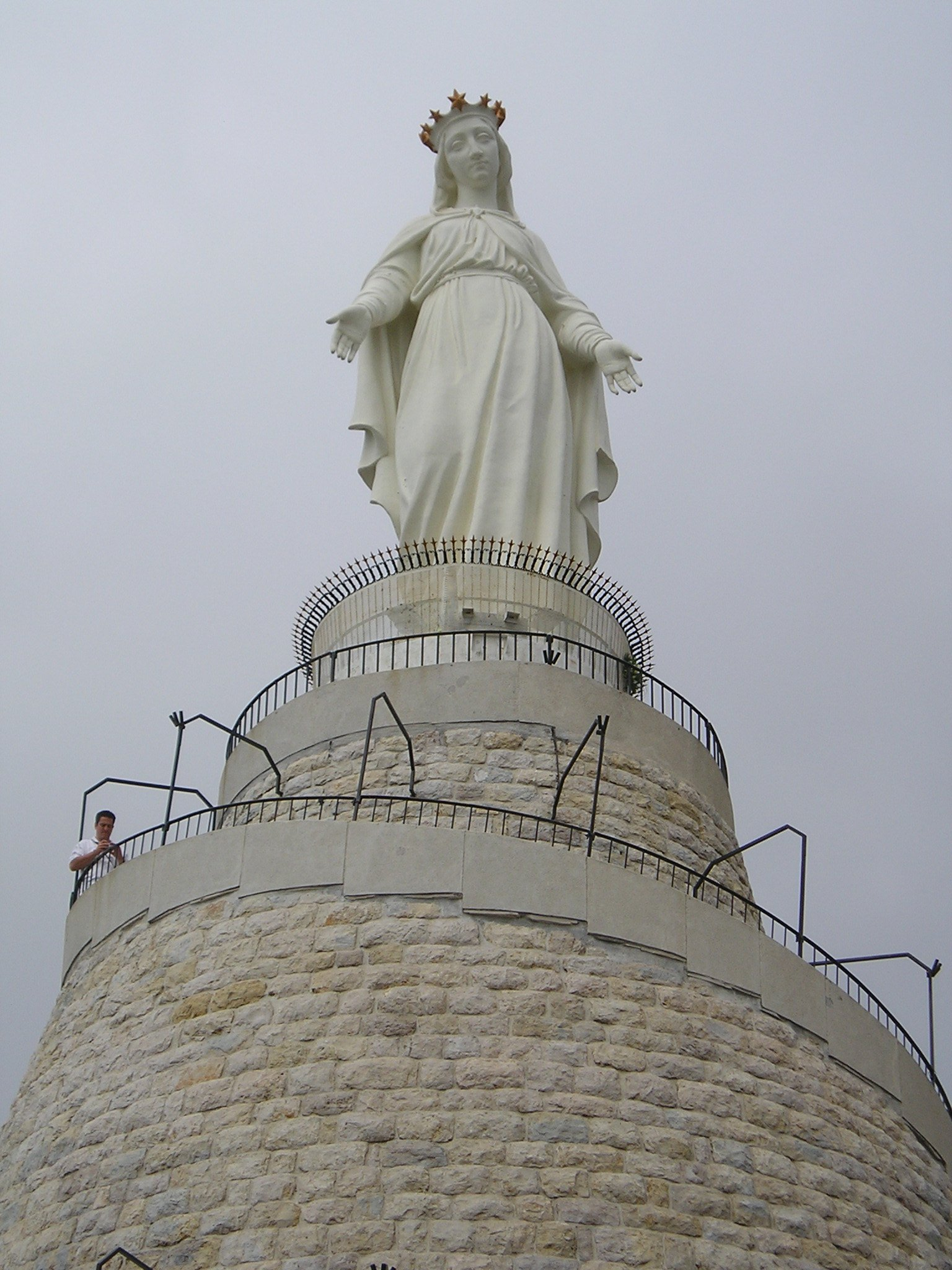
O santuário de Nossa Senhora do Líbano em Harissa, importante local de peregrinação cristã no Líbano

O cristianismo no Líbano tem uma longa e contínua história. As escrituras bíblicas afirmam que Pedro e Paulo evangelizaram os fenícios, a quem se filiaram ao antigo patriarcado de Antioquia. A disseminação do cristianismo no Líbano foi muito lenta, onde o paganismo persistiu, especialmente nas fortalezas no topo das montanhas do Monte Líbano. Um estudo do ano 2015 indica que cerca de 2.500 cristãos libaneses têm ascendência muçulmana, enquanto a maioria dos cristãos libaneses são descendentes diretos dos primeiros cristãos originais.
Proporcionalmente, o Líbano tem as maiores taxa de cristãos no mundo árabe, onde a porcentagem varia entre 36% e 40%, seguido diretamente pelo Egito e Síria, onde os cristãos representam aproximadamente 10% da população.

## As Igrejas Católicas
Os cristãos católicos constituem a maioria dos cristãos no Líbano. No entanto, a maioria dessas Igrejas são Igrejas católicas orientais, ou seja, Igrejas que reconheceram a autoridade do Papa, mantendo seus ritos orientais. O rito latino (ou romano) também está presente no Líbano ao lado dos vários ritos orientais. A Igreja Maronita é a maior Igreja do Líbano.

## Igreja Ortodoxa
A Igreja Ortodoxa Grega de Antioquia.

## Igrejas Reformadas
A União Nacional de Igrejas Evangélicas no Líbano, membro da Comunhão Mundial das Igrejas Reformadas.

## Igrejas Batistas
A Convenção Evangélica Batista Libanesa, foi fundada em 1955 por várias igrejas.